# Julius August Bentzien
Julius August Bentzien (født 23. juli 1815 i København, død 8. marts 1882 sammesteds) var en dansk gartner og havebogsforfatter.
J.A. Bentzien fødtes i København, hvor faderen, Johan Christian Bentzien, var bagermester, (moderen hed Helene Frederikke født Benthien), blev student i 1833 og tog af familiehensyn i 1839 teologisk embedseksamen; men hans interesse for havevæsenet bragte ham til derpå helt at hellige sig dette, hvori han fik undervisning, først i den botaniske Have under Otto Josias Nicolai Mørch, så på Fredensborg under Rudolph Rothe og dernæst ved Rosenborg under Jens Peter Petersen, samt i 1843 bestod eksamen som kunstgartner.
Til videre uddannelse arbejdede han så i 2½ år i udlandet, navnlig i Hamborg i James Booth & Söhne’s Handelsgartneri og hos magnaten Salomon Heine, hvis have ved Ottensen han omdannede og forestod, virkede derpå i 1½ år under det af Hans Christian Riegels stiftede jyske Haveselskab, som imidlertid ikke havde kræfter til lang beståen, hvorfor Bentzien atter begav sig på rejse, besøgte og tog ophold ved flere af de større havebrug i Tyskland, Holland og Belgien, indtil han, efter at L. Rathsack 1. februar 1847 havde opgivet pladsen som gartner for Haveselskabet i København, valgtes til dennes eftermand.
I denne stilling, som han beklædte i henved 17 år, udøvede Bentzien en livlig virksomhed ej alene i selskabets egen have i Frederiksberg Allé, hvor han sørgede for, at der fulgtes godt med tiden både i henseende til anskaffelse og anvendelse af prydplanter og ved indføring samt undersøgelse af nye frugtsorter, hvoraf talrige podekviste m. m. uddeltes,men også ved mundtlig vejledning – han var en søgt manuduktør – og ved litterært arbejde, så at han har bidraget meget til i Danmark at vække sansen og udbrede kendskabet til havevæsenet.
Ved siden af Dansk Havetidende, som han redigerede i omtrent 33 år, lige til sin død, og for en væsentlig del selv måtte udfylde, har han udgivet en lang række af andre skrifter om forskellige grene af havebruget. Af disse skal nævnes: Køkkenhaven (1858), Haandbog for Frugttrædyrkere (1861), Ledsageren i Blomsterhaven (1852, 2. oplag 1859), Vinterflora (1860), De vigtigste Træer og Buske (1852), Anvisning til at binde Buketter (1863), Havebog for Landbostanden (1865), Fuldstændig Haandbog for Gartnere og Havedyrkere (1865) foruden ikke få andre, især oversættelser og bearbejdelser af fremmede værker. Denne forfattervirksomhed har, foruden at vidne om arbejdsomhed og iver for sagen, utvivlsomt gjort en hel del nytte, men kan ikke nægtes i flere retninger at være præget af overfladiskhed samt af mangel på evne til rigtigt at vurdere og ordne stoffet, og den standsede, efter at de svage sider derved var blevet skarpt påviste af dr. Peter Andreas Christian Heiberg i Dagbladet for 7. september og for 20. oktober 1865.
I 1857-58 var Bentzien medlem af den af regeringen med Carl Emil Fenger som formand dannede komité, der udarbejdede planen for Landbohøjskolens haver, som væsentlig anlagdes efter hans udkast. Det gartneriske tilsyn med den forstbotaniske have i Charlottenlund var ham også i nogen tid overdraget. På ordningen af flere store og vellykkede produktudstillinger øvede han en heldig indflydelse.
Sit forhold til Haveselskabet løste Bentzien 1. juli 1864 og grundede en selvstændig forretning som frøhandler og anlægsgartner, ligesom han bl.a. også i nogle år bestyrede havevæsenet i Tivoli, var lotterikollektør m. m. Hans senere foretagender bragte ham ikke det forhåbede udbytte, til dels vel som følge af hans eget vanskelige sind og tiltagende sygelighed. Døden bortkaldte ham 8. marts 1882, efter at han havde været to gange gift, først med Kirstine Nielsen, der døde i 1852, og senere med sin slægtning Johanne Bentzien, som overlevede ham, mens han ikke efterlod sig børn.
Han er begravet på Frederiksberg Ældre Kirkegård.